# Little Bolton
Little Bolton var en civil parish från 1866 till 1895 då den blev en del av Bolton, i grevskapet Lancashire (nu Greater Manchester), i England. Denna civil parish hade 44 307 invånare år 1891.